# Orzeł-Hütte

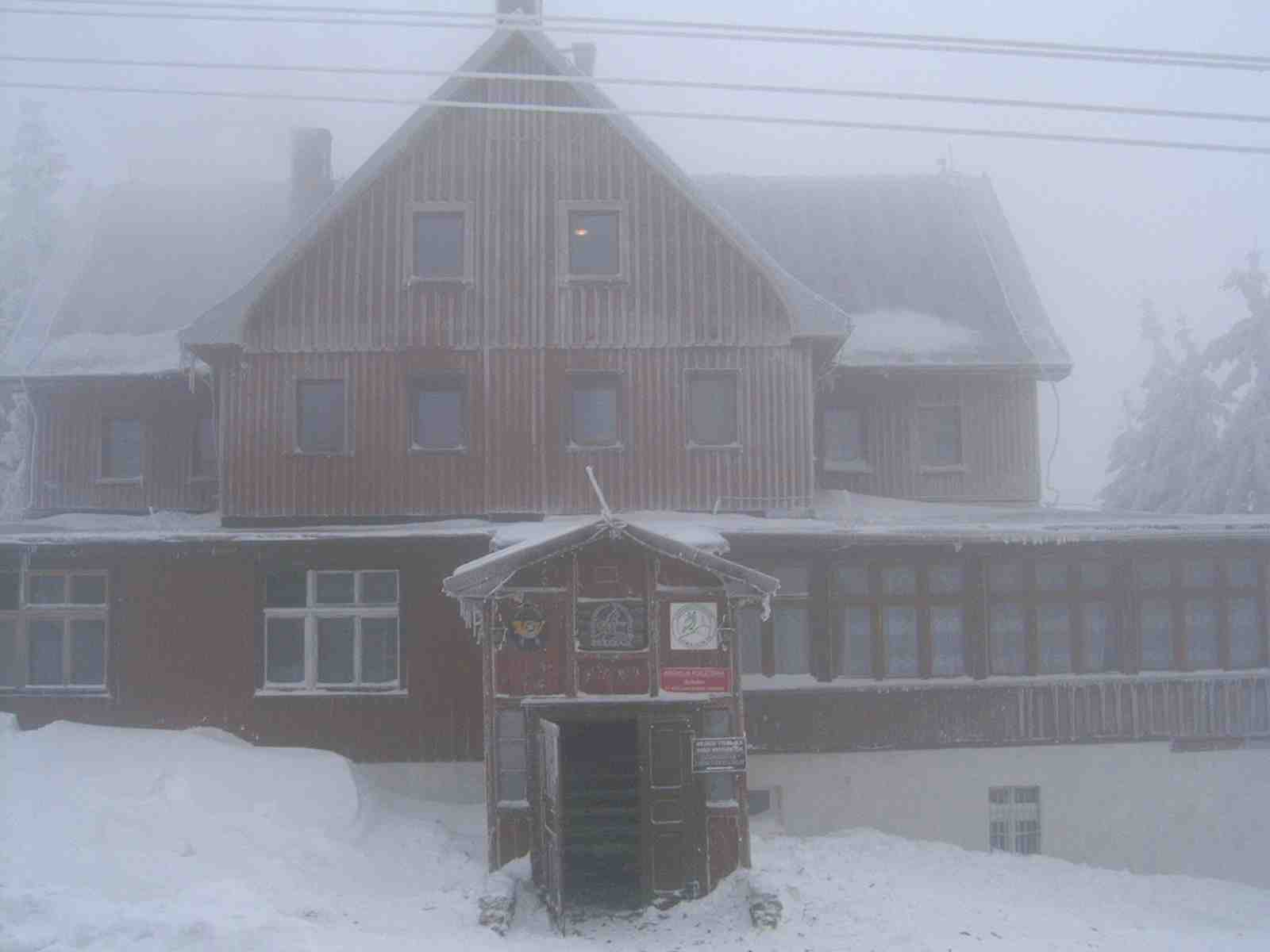
Im Winter

Die Orzeł-Hütte (polnisch Schronisko „Orzeł“) liegt auf einer Höhe von 844 m n.p.m. in Polen im Eulengebirge, einem Gebirgszug der Sudeten, auf der Sokolica.

## Geschichte
Die Hütte wurde 1930 errichtet. Sie wird privat betrieben.

## Zugänge
Die Hütte ist über mehrere markierte Wanderwege erreichbar. 

## Touren

### Gipfel
- Wielka Sowa (1015 m)